# 四女寺镇
37°21′N 116°13′E / 37.350°N 116.217°E
四女寺镇，是中华人民共和国山東省德州市武城县下辖的一个乡镇级行政单位，位于京杭大运河南岸，山东、河北两省交界处。辖62个自然村，人口4.3万人，总面积120平方公里，耕地面积9.8万亩。

## 地名来历
“四女寺”一名来历，有两种说法。
第一种说法中，“四女”指的是西汉景帝时期傅氏四女。传说当时一户傅氏夫妇，年过五十只有四个女儿，四女为孝养父母矢志不嫁，各自种下槐树，并对天发誓：“槐枯则嫁，槐茂则留。”她们偷偷用热水浇其他人的树，想让树快点枯萎，以免耽误别人，但槐树反而长得更好。最后，四个女儿一起照顾父母，她们的孝顺最终让全家飞升成仙。为了纪念她们，后人建祠立碑，因而此地被称为四女寺。
第二种说法中，“四女”指的是唐代宋氏四女。根据四女寺村出土的清代碑刻《四女寺诗有序》记载，四女寺中“四女”是指唐代贝州宋廷芬五个女儿中若莘、若昭、若伦、若荀四位。宋氏五姐妹才华出众，均先后在宫中任职。后人为祭祀四女，以宋氏家宅为寺，塑像立碑供人瞻仰，因而有“四女寺”之称。

## 地理位置
四女寺镇地处冀鲁平原，北与河北省故城县、山东省德城区隔河相望，西邻鲁权屯镇，南接武城镇和郝王庄镇，东南毗邻平原县，东部、东北部与德城区接壤，曾为运河交通重镇。

## 历史沿革
在西汉年间四女寺镇原名安乐镇，后人为纪念四姐妹建四女祠后更为此名。
民国时期，本镇由恩县三区管辖。1945年四女寺解放，归冀南行署二分区恩县三区管辖。1953年撤恩县，划为平原县第七区。
1965年归属武城具，1984年设为四女寺镇。2000年5月，原四女寺镇并入滕庄镇，2009年6月并人鲁权屯镇。2010年1月，和原郝王庄镇的蔡村26村合并恢复成立四女寺镇。

## 行政区划
四女寺镇下辖以下地区：
聂北社区、刘茂商社区、东刘庄社区、蔡东社区、岳高社区、韩铁社区、馆庄社区、友和社区、卜官屯社区、礼义庄社区、东吴庄社区、孙李庄社区、罗寨社区、蔡庄社区、三合社区、张官寺社区、和惠社区、和朋社区、和丽社区、和洽社区、四女寺社区、佛堂社区、和兴社区、祁庄村、白庄村、庙留庄村和五屯村。

## 旅游
镇内四女寺村有四女寺风景区，2013年建成，2014年被评为国家AAA级景区，包含孝文化广场、孝门、明德湖、四女祠、十二生肖园、郭氏祠堂、郭鲁纪念馆、佛光寺、菩提院、槐荫清风湿地公园等景点。

## 当地名人
郭鲁，原铁道部副部长，第四届全国人大代表。